# 131
|  | Per a altres significats, vegeu «Nombre 131». |

## Esdeveniments
- Imperi Romà: Són cònsols de Roma Servi Octavi Laenes Pontià i Marc Antoni Rufí
- Jerusalem: Hadrià ordena la construcció de la colònia romana d'Èlia Capitolina